# Quando l'inferno si scatena
Quando l'inferno si scatena (When Hell Broke Loose) è un film statunitense del 1958 diretto da Kenneth G. Crane.
È un film di guerra ambientato durante la seconda guerra mondiale nel contesto dell'occupazione statunitense della Germania. Vede per protagonisti Charles Bronson, nel ruolo di Steve Boland, un ex criminale entrato nell'esercito per sfuggire alla galera che si ritrova a sventare un complotto nazista ai danni del presidente Eisenhower, Violet Rensing e Richard Jaeckel.

## Produzione
Il film, diretto da Kenneth G. Crane su una sceneggiatura di Oscar Brodney con il soggetto di Ib Melchior, fu prodotto da Oscar Brodney e Sol Dolgin per la Dolworth Productions e girato nei Producers Studios a Hollywood in California.

## Distribuzione
Il film fu distribuito negli Stati Uniti dal 1º novembre 1958 al cinema dalla Paramount Pictures.
Alcune delle uscite internazionali sono state:
- in Finlandia il 13 novembre 1959 (Operaatio 'Hämähäkki)
- in Svezia il 12 dicembre 1960
- in Belgio (L'enfer des humains)
- in Germania (Wenn die Hölle losbricht)
- in Italia (Quando l'inferno si scatena)

## Promozione
Le tagline sono:
- "THE MOST FANTASTIC PLOT OF WORLD WAR TWO! Women were their pawns...fanatics in GI uniforms their weapons---".
- "The Bloodiest Plot Of World War Two!".

## Critica
Secondo il Morandini il film è un "bellico a basso costo con un inferno a buon mercato".